# انتونیو دورن
انتونیو دورن (انگلیسی: Antonio Durán; ۱۹ اوت ۱۹۲۴ – ۱۱ ژانویهٔ ۲۰۰۹) بازیکن فوتبال اهل اسپانیا بود.
از باشگاه‌هایی که در آن بازی کرده‌است می‌توان به باشگاه فوتبال کوردوبا، باشگاه فوتبال رئال اویدو، و باشگاه فوتبال اتلتیکو مادرید اشاره کرد.